# Оттавский комплекс для конференций

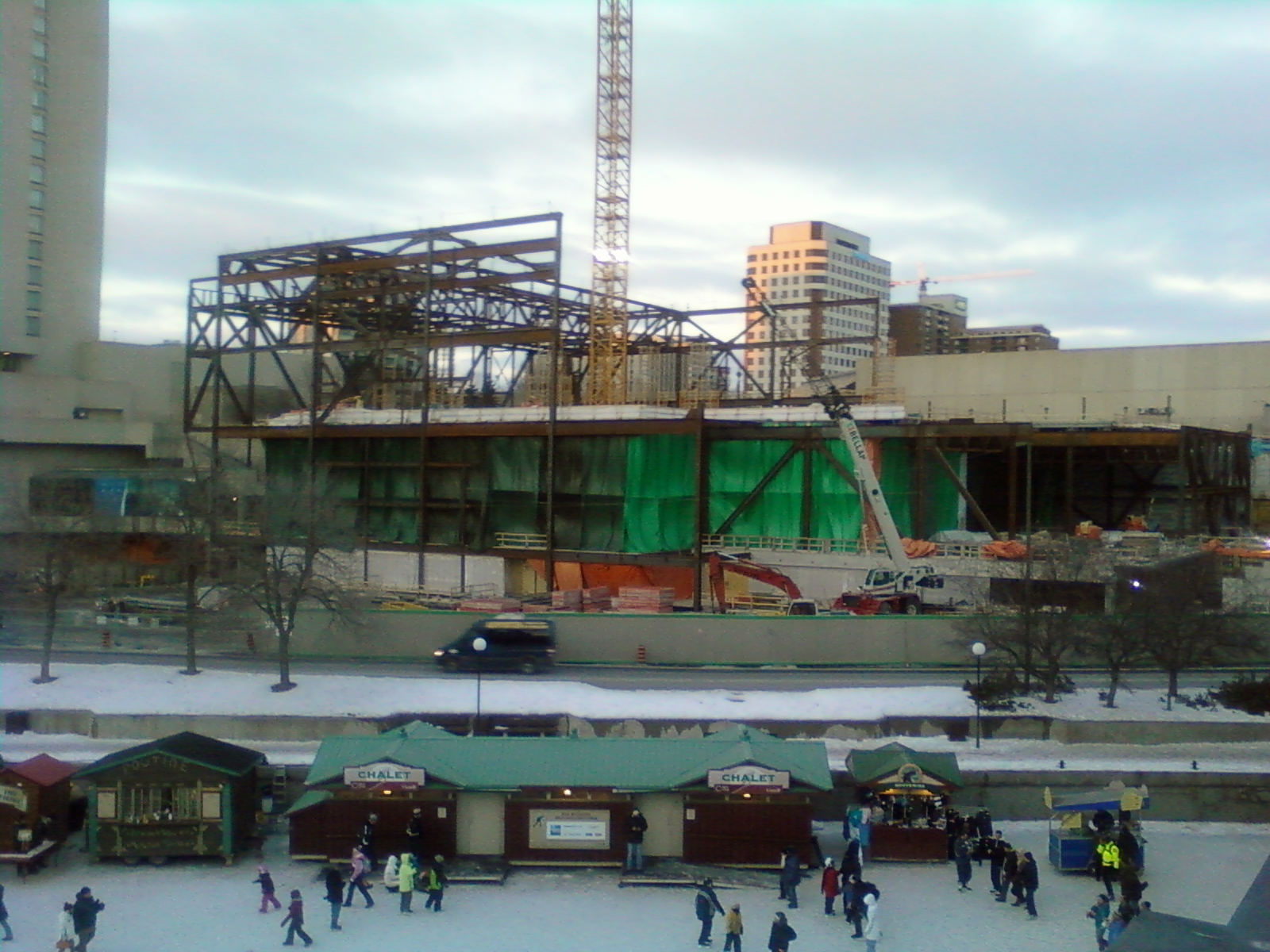
Строительство центра, впереди — канал Ридо. 7 февраля 2010 г.

Оттавский центр массовых мероприятий, англ. Ottawa Convention Centre — центр собраний и конференций в центральной части г. Оттава. Находится в промежутке между Ридо-стрит и Дейли-авеню, выходящем на набережную канала Ридо, где проходит Шоссе Полковника Бая. Открыт в апреле 2011 г. вместо прежнего Оттавского конгресс-центра, англ. Ottawa Congress Centre, открытого в 1985 г. и снесённого в 2008—2009. Строительство обошлось в 170 млн долларов: из них 50 млн выделило правительство Канады, 40 млн город Оттава, а оставшиеся 30 млн сам центр взял в качестве ссуды.. Собственником здания является правительство провинции Онтарио.